# Arcangelo di Cola

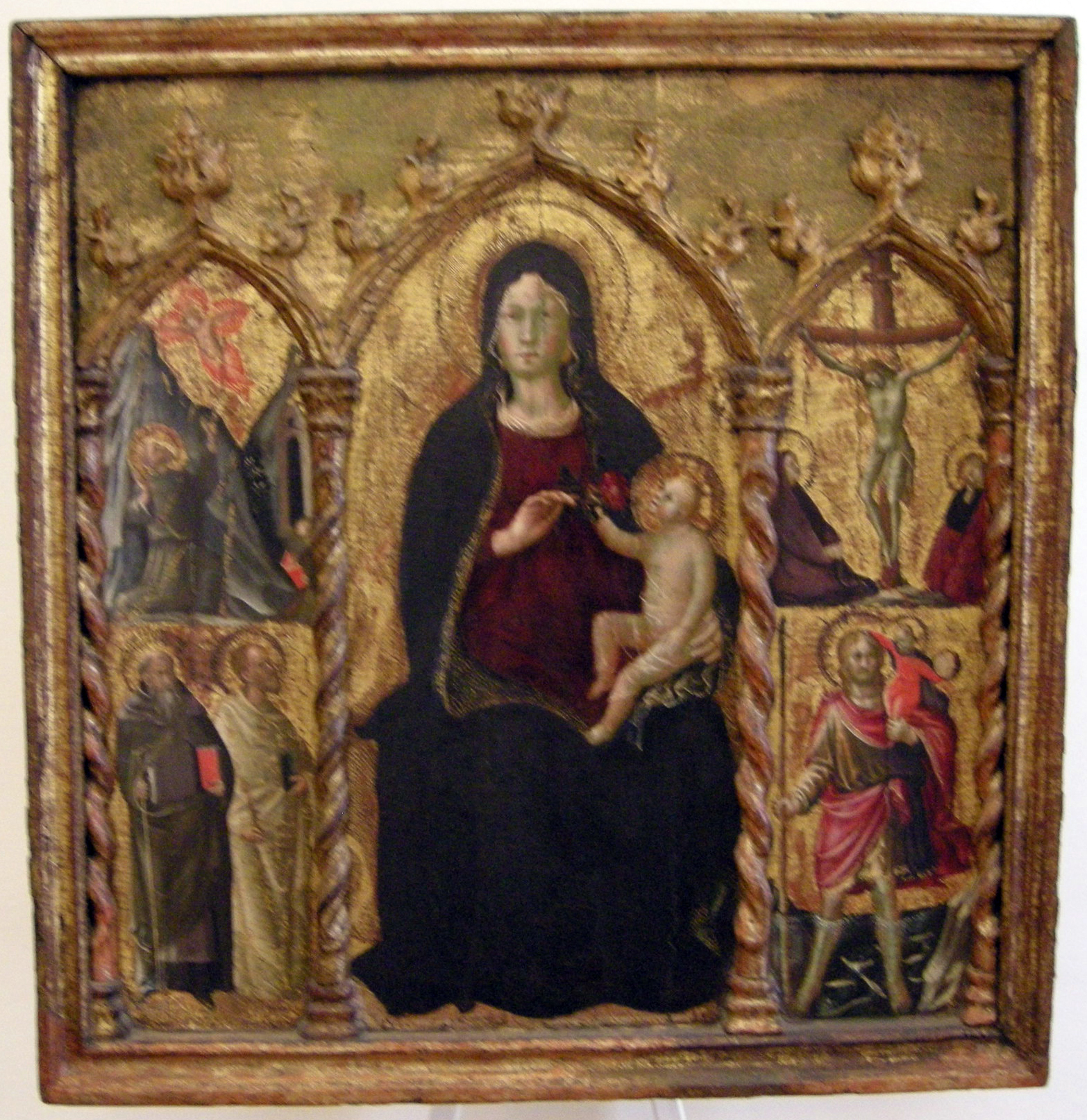
Madonna col Bambino e altri episodi sacri, Galleria nazionale delle Marche

Arcangelo di Cola (Camerino, ... – ...; fl. XV secolo) è stato un pittore italiano, legato al gotico internazionale.

## Esordi
Arcangelo si forma presso il conterraneo Olivuccio di Ciccarello tra la fine del Trecento e l'inizio del Quattrocento. La prima notizia documentaria risale al 1406, quando il pittore è citato nel testamento del padre Cola di Vanni.
Nel 1416 Arcangelo è a Città di Castello dove dipinge un affresco - perduto - rappresentante una Santa Maria Maddalena e altre figure, nella sala del Consiglio del palazzo pubblico, per il quale viene registrato un pagamento il 19 ottobre 1416.

## Il soggiorno fiorentino
Il 29 giugno 1420 Arcangelo è a Firenze dove stipula un contratto in cui prende in affitto la casa di Cipriano di Simone posta nel popolo di San Michele Bisdomini a partire dal 31 ottobre successivo. Gli ultimi studi hanno contribuito a sbrogliare in parte il mistero sull'inizio di tale soggiorno; il pittore sarebbe arrivato in città tra il 1419 e il 1420, al seguito di Berando da Varano, legatissimo sia a papa Martino V, a Firenze dal 1419, e a Esaù Martellini, futuro committente del pittore. Arcangelo inizialmente prese "in affitto una casa in via Sant'Egidio, di proprietà dei Guiducci di Spicchio", che in seguito gli commissioneranno un'opera. Dal 27 settembre 1420, Arcangelo risulta immatricolato all'Arte dei Medici e Speziali. L'anno successivo il pittore è iscritto anche alla Compagnia di San Luca.
In quegli anni Ilarione de' Bardi, banchiere fiorentino in attività con Cosimo e Lorenzo di Giovanni de' Medici, ordina al Camerte una tavola - anche questa perduta - per la cappella dei SS. Lorenzo e Ilarione nella chiesa di S. Lucia de' Magnoli (1421). Arcangelo riceve due pagamenti per il lavoro, uno di 10 fiorini in data 2 settembre 1421 e l'altro di ben 70 fiorini il 5 giugno del 1422.
La prestigiosa commissione fruttò al Camerte un altro importante lavoro: la tavola d'altare per una cappella della collegiata di Empoli, commissionata dall'Ospedale di Santa Maria Nuova, il quale doveva assolvere ai voleri testamentari di Simone di Spicchio. L'opera, per cui Arcangelo ricevette una serie di acconti, non venne mai portata a termine: il 18 febbraio 1422 Arcangelo ottiene un salvacondotto, valido per sei mesi, del papa Martino V per andare a lavorare a Roma.
Al primo soggiorno fiorentino appartengono di certo la preziosa anconetta (1420-22), oggi alla Galleria Nazionale delle Marche a Urbino, raffigurante al centro una Madonna in trono col Bambino e ai lati, su due registri, l'episodio delle Stimmate di San Francesco d'Assisi, i Santi Antonio abate e Bartolomeo, la Crocifissione e un San Cristoforo; insieme a questa ancona anche un dittico, unica opera recante la firma di Arcangelo, raffigurante Madonna in trono col Bambino e angeli da un lato e la Crocifissione dall'altro, oggi in collezione Frick a Pittsburgh, è riconducibile ai primi anni venti, per i forti richiami all'arte del conterraneo Gentile da Fabriano.
Dopo il soggiorno romano, di cui pure non rimangono opere, Arcangelo probabilmente torna a Firenze. Appartengono a questo periodo: la Madonna in trono col Bambino e angeli musicanti, oggi nella Yale University Art Gallery a New Haven, le tavole raffiguranti Santi nella Narodni Galerie di Praga, i cinque pannelli, parti di predella, conservati nella Galleria Estense di Modena e i due pannelli, sicuramente residui di una cuspide, oggi in collezione privata a Dallas. Tutti questi comparti erano inizialmente parte del medesimo polittico.
Tra il 1424 e il 1425 Arcangelo realizza per Esaù Martellini la Madonna in trono col Bambino e sei angeli, oggi nella chiesa di San'Ippolito e Donato a Bibbiena: la pala, considerata il capolavoro del Camerte rivela l'influsso dell'arte del Beato Angelico e di Masaccio.

## Ultima attività
In seguito il pittore torna a Camerino, dove è documentato il 23 giugno 1424 quando acquista da Giovanni di Santuccio un orto nella villa di Sant'Erasmo. Nel 1425 Arcangelo firma il polittico di Cessapalombo. L'opera, andata distrutta durante un incendio nel 1889, era l'unica che recava chiaramente la data e la firma del pittore; tutto ciò che resta di essa è una foto dell'epoca.
Un documento redatto a Firenze nel 1427, in cui figura Arcangelo debitore nei confronti di un certo Pietro di Francesco battiloro, è considerato dagli studiosi non probante di un nuovo soggiorno a Firenze tra il 1425 e il 1427 - perché quei debiti potevano anche essere stati contratti durante i soggiorni precedenti -.
Gli ultimi documenti che citano Arcangelo risalgono al 1428, quando il pittore è presente al testamento di Niccolina Varano, vedova di Braccio da Montone, e al 1429, quando è nominato perito, insieme ad Ansovino di Nanzio, per la stima del coro ligneo della chiesa di San Domenico a Camerino, opera di Gaspare da Foligno.
Due sono le opere tarde dell'attività di Arcangelo: la Madonna della Pinacoteca di Camerino e l'edicola affrescata nella chiesa di San Francesco a Pioraco (1430 ca.). La data di morte non è nota, ma si immagina non molto oltre il 1430.

## Opere
- Madonna in trono col Bambino, miracolo delle stimmate di San Francesco, santi Antonio abate e Bartolomeo, Crocifissione, san Cristoforo, tempera su tavola, 1420-22, Urbino, Galleria nazionale delle Marche.
- Dittico con Madonna in trono col Bambino e sei angeli e Crofissione, tempera su tavola, 1420-22, Pittsburgh, The Frick Art Museum.
- Madonna in trono col Bambino e quattro angeli, tempera su tavola, 1423-24 ca., New Haven, Yale University Art Gallery.
- San Zenobi, Sant'Andrea e San Giovanni Evangelista e Santa Caterina d'Alessandria, tempera su tavola, 1423-24 ca., Praga, Národní galerie.
- Cuspide con Arcangelo Gabriele e Vergine annunciata, tempera su tavola, 1423-24 ca., Dallas, collezione privata.
- Funerali di san Zanobi, Martirio di Sant'Andrea, Deposizione di Cristo, Martirio di San Giovanni Evangelista, Martirio di Santa Caterina d'Alessandria, tempera su tavola, 1423-24 ca., Modena, Galleria Estense.
- Madonna in trono col Bambino e sei angeli, tempera su tavola, 1425 ca., Bibbiena, prepositura di Sant'Ippolito e Donato.
- Martirio di San Lorenzo, tempera su tavola, 1425 ca., già Venezia, collezione Cini. Quest'opera doveva essere originariamente parte della predella della pala di Bibbiena, come ha bene argomentato Annamaria Bernacchioni nel 2003.
- Vocazione di San Pietro e Sant'Andrea, tempera su tavola, 1425 ca., Maastricht, Bonnefantenmuseum.
- Trasporto del corpo di Cristo nel sepolcro, tempera su tavola, 1425 ca., già Firenze, collezione Bruscoli.
- Due soldati, penna e acquerellature su carta, 1425 ca., New York, The Metropolitan Museum of Art, collezione Lehman. L'attribuzione di questi due disegni ad Arcangelo è stata proposta da Andrea De Marchi, il quale li inserisce anche nel suo catalogo del 2002.
- Madonna in trono col Bambino e due angeli, tempera su tavola, Camerino, Pinacoteca e Museo Civici.
- Madonna col Bambino e due angeli adoranti, affresco strappato, 1430 ca., Pioraco, chiesa di San Francesco.
- Sant'Orsola, affresco, 1430 ca., Fiastra, San Lorenzo. Anche quest'opera risulta inserita dal De Marchi nel catalogo del 2002; tuttavia, il grave stato di alterazione in cui versa l'affresco temo renda quantomai dubbia tale attribuzione.
- La Vergine col Bambino, Santa Caterina d’Alessandria e Sant’Orsola e nella lunetta, L'Annunciazione, affresco, 1434 circa Collegiata di Sant'Esuperanzio da Cingoli[5].
- Pietà con i Santi Antonio Abate, Giovanni Battista e Cristoforo, affresco, Collegiata di Sant'Esuperanzio da Cingoli[5]